# اهلپولا
اهلپولا (به لاتین: Ehelepola) یک منطقهٔ مسکونی در سری‌لانکا است که در استان جنوبی (سری‌لانکا) واقع شده‌است.